# Lucas De Rossi
Lucas De Rossi est un  coureur cycliste français né le 16 août 1995 à Marseille, membre de l'équipe China Glory Continental Cycling Team.

## Biographie

### Débuts et carrière amateur
Né à Marseille, d'une famille avec des origines italiennes, Lucas De Rossi passe son enfance à Carry-le-Rouet. Un de ses cousins éloignés, Daniele De Rossi, est footballeur professionnel à l'AS Rome,. Durant son enfance, il pratique tout d'abord l'athlétisme, puis le football pendant un an au FC Côte Bleue, avant de choisir le cyclisme en catégorie benjamins (11-12 ans). Il commence par le VTT, discipline dans laquelle il termine notamment troisième de la Coupe de France et médaillé de bronze au championnat de France chez les cadets (15-16 ans).
En 2016, il décide de privilégier la route en rejoignant le Vélo Club La Pomme Marseille, équipe de division nationale 3. Au mois de mai, il participe à la Ronde de l'Isard, où il se classe sixième d'une étape. À partir du mois d'août, il est recruté par la formation continentale professionnelle Delko-Marseille Provence-KTM en qualité de stagiaire. Il fait ses débuts sous ses nouvelles couleurs à l'occasion du Tour d'Almaty, qu'il abandonne. Lucas De Rossi prend ensuite la direction de la Chine où il participe au Tour of Hainan. Il se met en évidence en prenant part aux échappées des 1re et 3e étapes puis en s'emparant du maillot de meilleur grimpeur à l'issue de la 4e étape de l'épreuve. Malheureusement, une chute le lendemain le contraint à l'abandon. Quelques jours à peine après cette chute, De Rossi participe au Tour of Yancheng Coastal Wetlands et se classe 59e, après avoir pris part à l'échappée du jour. Il prend ensuite part au Tour du lac Taihu, remporté par son coéquipier Leonardo Duque, et dont il termine 10e et meilleur jeune.
En 2017, il s'impose en première catégorie sur le Grand Prix de la Région Provence-Alpes-Côtes d’Azur, organisé par son club. De plus, il termine deuxième et meilleur grimpeur du Tour de Castellón, cinquième du Tour de la Bidassoa, huitième du championnat de France espoirs ou neuvième du Tour du Portugal de l'Avenir. Sélectionné en équipe de France espoirs, il se classe également quinzième du Grand Prix Priessnitz spa, manche de la Coupe des Nations Espoirs.  

### Carrière professionnelle
Il passe professionnel en 2018 chez Delko-Marseille Provence-KTM en 2018. 

## Palmarès
- 2016
  - Champion de Provence du contre-la-montre
- 2017
  - Grand Prix de la Région Provence-Alpes-Côtes d’Azur
  - 2e du Tour de Castellón
- 2020
  - 3e de la Malaysian International Classic Race

## Classements mondiaux
| Année                                 | 2017  | 2018  | 2019 | 2020 | 2021 | 2022  | 2023 | 2024 |
| ------------------------------------- | ----- | ----- | ---- | ---- | ---- | ----- | ---- | ---- |
| Classement mondial                    | 1653e | 2311e | 906e | 416e | nc   | 1401e | 903e | 885e |
| UCI Europe Tour                       | 1876e | 1546e | 659e | 340e | nc   | 953e  | nc   | nc   |
| UCI Asia Tour                         | 286e  | nc    |      |      |      |       |      |      |
|                                       |       |       |      |      |      |       |      |      |
| Légende : nc = non classéSource : UCI |       |       |      |      |      |       |      |      |